# 김용진 (공무원)
김용진(金容振, 1961년 11월 27일 ~ )은 대한민국의 공무원, 정치인이며 경기도 이천군 장호원읍 나래리에서 출생한 더불어민주당 정당인이다. 대한민국의 기획재정부 제2차관, 사회예산심의관, 대변인 등을 지냈다. 한때 한국동서발전 사장으로 재직하기도 했다.

## 학력
- 이천 나래국민학교(전학)
- 장호원초등학교 졸업
- 장호원중학교 졸업
- 세광고등학교 졸업
- 성균관대학교 교육학 학사
- KDI 국제정책대학원 공공정책학 석사

## 경력
- 1986 : 서울 동성고등학교 교사
- 1986 : 제30회 행정고시 합격(재경직)
- 기획예산처 정부개혁실 개혁기획담당
- 기획예산처 기금정책국 복지노동예산과장
- 기획예산처 공공혁신본부 정책총괄팀장
- 대통령직인수위원회 국가경쟁력강화특위 실무위원
- 기획재정부 혁신인사과장
- 기획재정부 장관 비서실장
- 기획재정부 대외경제국장
- 주영국대한민국대사관 재정경제금융관
- 2012.03 ~ 2013.04: 기획재정부 공공혁신기획관
- 2013.04 ~ 2014.08: 기획재정부 대변인
- 2014.08 ~ 2015.06: 기획재정부 사회예산심의관
- 2015.06 ~ 2016.01: 대통령직속 지역발전위원회 지역발전기획단장
- 2016.01 ~ 2017.06: 한국동서발전 사장
- 2017.06 ~ 2018.12: 기획재정부 제2차관
- 한국거래소 사외이사
- 더불어민주당 당무위원
- 2020.05 ~ 2022.08: 더불어민주당 경기도당 이천시 지역위원회 위원장
- 서울대학교 사회복지학과 겸임교수
- 2020.08 ~ 2022.04: 제17대 국민연금공단 이사장
- 김동연 경기도지사예비후보 비서실장
- 민선 8기 경기도지사직 인수위원회 부위원장
- 2022.07 ~ 2022.07: 경기도 경제부지사

## 저서
- 공공기관에 날개를 달자 (2020)

## 역대 선거 결과
| 실시년도 | 선거   | 대수 | 직책     | 선거구      | 정당         | 득표수   | 득표율          | 순위 | 당락 | 비고 |
| -------- | ------ | ---- | -------- | ----------- | ------------ | -------- | --------------- | ---- | ---- | ---- |
| 2020년   | 총선   | 21대 | 국회의원 | 경기 이천시 | 더불어민주당 | 49,682표 | \| \| 45.68% \| | 2위  | 낙선 |      |
|          | 45.68% |      |          |             |              |          |                 |      |      |      |